# Giacinto Andrea Cicognini
Giacinto Andrea Cicognini (Firenze, 13 novembre 1606 – Venezia, 1651) è stato un drammaturgo e librettista italiano figlio del poeta e drammaturgo Iacopo Cicognini.

## Biografia
Nel 1627 si laureò in legge all'Università di Pisa e dal 1640 al 1645 fu a Firenze per assistere legalmente il poeta e drammaturgo Gian Battista Ricciardi. Nel 1646 scrisse il suo primo libretto, Il Celio, che fu messo in musica da Sapiti e Baglioni. Successivamente nello stesso anno lo troviamo a Venezia, attivo come segretario di Frascesco Boldieri, un nobile che gestiva la sede religiosa dei Cavalieri Ospitalieri di San Giovanni di Gerusalemme. Contemporaneamente acquisì una notevole fama sia come drammaturgo che come librettista, producendo diversi lavori drammatici, tragedie, commedie, commedie sacre e libretti d'opera, quasi tutti scritti per i teatri d'opera veneziani. I suoi lavori drammatici furono musicati dai più celebri compositori dell'epoca, fra i quali si ricordano Francesco Cavalli, Antonio Cesti e Francesco Lucio.
Cicognini fu una delle figure più importanti del dramma per musica del XVII secolo, nel quale egli fuse elementi sia di stampo tragico che comico e ricevendo talvolta alcune influenze dalla letteratura spagnola dell'epoca (Pedro Calderón de la Barca, Tirso de Molina). I suoi lavori più celebri furono L'Orontea e Il Giasone (musicati rispettivamente da Pietro Antonio Cesti e da Cavalli), i due melodrammi più popolari in Europa durante il Seicento.
Le sue opere teatrali ebbero una notevole importanza soprattutto per l'erudizione, per il linguaggio e le soluzioni sceniche tecniche accostabili a quelle della commedia dell'arte.